# Гета
Пу́блий Септи́мий Ге́та (лат. Publius Septimius Geta; 7 марта 189, Рим — декабрь 211, Рим) — римский император, правивший в 211 году.
Гета родился в семье Септимия Севера, провозглашенного в 193 году императором, и Юлии Домны. После смерти своего отца вместе со старшим братом Каракаллой взошел на трон, однако спустя меньше года правления был убит по его приказу.

## Ранние годы

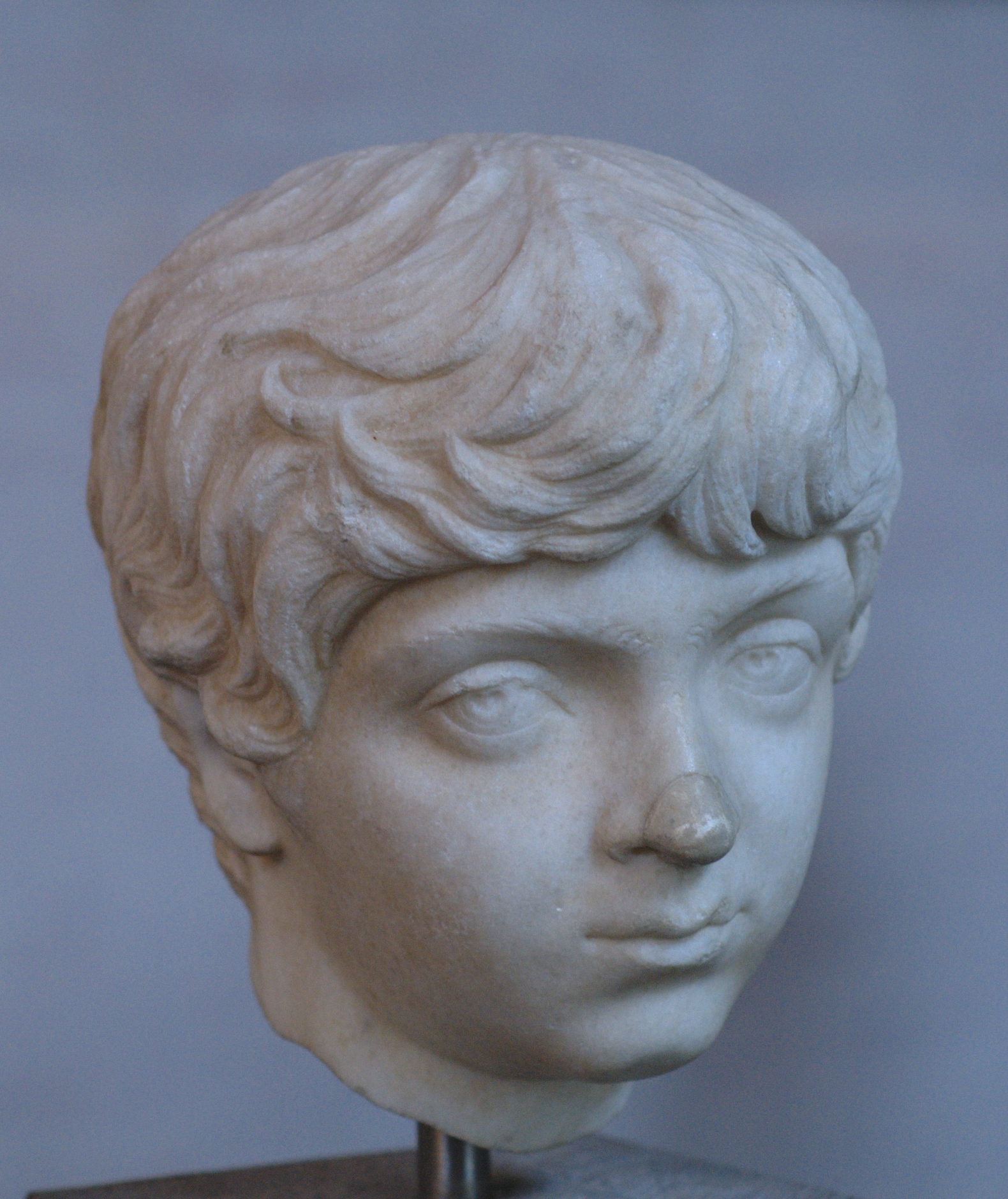
Гета в детстве

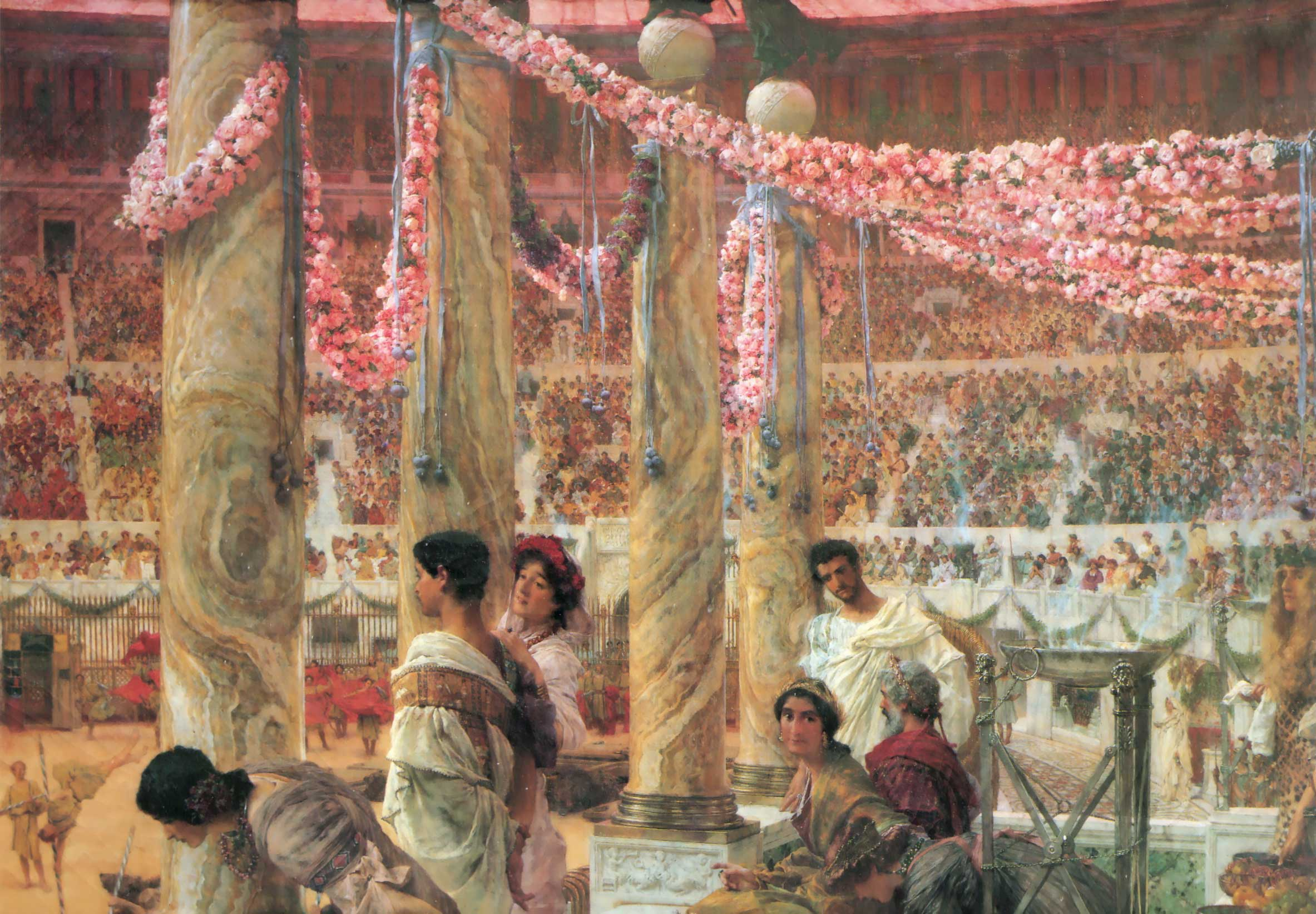
Каракалла и Гета. Картина Лоуренса Альма-Тадемы, 1907

Публий Септимий Гета родился в Риме 7 марта 189 года. Его отцом был пуниец Луций Септимий Север, сделавший карьеру при Марке Аврелии и Коммоде, а матерью — сирийка Юлия Домна. Автор биографии Геты в «Истории Августов» Элий Спартиан пишет, что Публий родился «за шесть дней до июньских календ», то есть 27 мая, однако такая датировка является неверной, поскольку первая дата подтверждается житием святых Фелицитаты и Перпетуи и сообщением Диона Кассия. Мальчик получил имя в честь деда по отцовской линии и был всего на 11 месяцев моложе своего брата Каракаллы, который родился 4 апреля 188 года. Когда Гета родился, его отец находился в Риме, куда он прибыл из Лугдунской Галлии, где был наместником, и готовился уехать на Сицилию, куда получил назначение проконсулом. В 193 году, будучи наместником Верхней Паннонии, Септимий Север провозгласил себя императором после гибели Пертинакса и в результате начавшейся гражданской войны стал единоличным правителем, разгромив обоих соперников — Песценния Нигера и Клодия Альбина.
В 195 году, чтобы легитимизировать свое правление, Септимий Север объявил себя приемным сыном Марка Аврелия и братом Коммода. Таким образом, Каракалла формально стал считаться внуком Марка Аврелия и получил новое имя — Марк Аврелий Антонин, а чуть позже и титул цезаря. В свою очередь, Гета сменил преномен Публий на Луций, что содержало отсылку к соправителю Марка Аврелия Луцию Веру, но родственником Антонинов объявлен не был (преномен Луций он носил, возможно, до 205 года). Очевидно, что Септимий Север отдавал предпочтение Каракалле и считал его главным наследником, в то время как Гета, по выражению Майкла Меклера был «запасным».
В 197 году Гета сопровождал отца в парфянском походе вместе с братом и матерью. В следующем году, после победы римлян над парфянами в битве под Ктесифоном, 28 января 198 года император провозгласил Гету цезарем и предводителем молодежи (лат. princeps iuventutis), а Каракаллу августом. В 199—202 годах Гета путешествовал по империи: сначала он побывал в восточных провинциях, потом поехал во Фракию, Мёзию и Паннонию. В 202—203 годах вместе с отцом и братом он побывал в Северной Африке и зиму провел в родном городе Септимия Севера Лептис-Магне, где сохранилась посвященная ему статуя. Пропаганда тщетно пыталась скрыть непримиримую вражду между Каракаллой и Гетой. Геродиан рассказывает, что они постоянно ссорились по различным поводам, будь то увлечение музыкой, зрелища или петушиные бои, хотя Септимий Север и принимал меры, чтобы их сблизить. Тесть Каракаллы, префект претория Гай Фульвий Плавтиан, также пытался сдерживать ненависть братьев, но после его убийства, как рассказывает Дион Кассий, молодых людей никто не останавливал:

«Они путались с женщинами и растлевали мальчиков, сорили деньгами, приятельствовали с гладиаторами и колесничими, состязались друг с другом там, где имели общие интересы, но ссорились там, где их устремления расходились, ибо если один увлекался чем-то, то второй непременно выбирал прямо противоположное. В конце концов они затеяли друг с другом некое состязание, устроив гонки на упряжках пони, и соперничали столь сильно, что Антонин свалился со своей двуколки и сломал ногу»
В 205—207 годах Гета вместе с Каракаллой находились при своем отце в Кампании. Император пытался их примирить и дважды назначал соконсулами — в 205 и 208 году. Геродиан пишет, что Север старался «внушить им единомыслие и согласие, напоминая о старинных сказаниях и трагедиях, рассказывая о несчастьях братьев-царей, всегда бывавших следствием раздоров». В 209 году император вместе с семьёй отправился в Британию, где собирался провести поход в Каледонию. В то время как Каракалла находился вместе с отцом в действующей армии, Гета остался в Эбораке с матерью, где принял на себя гражданское управление провинцией. В конце 209 года (в сентябре/октябре) или уже в 210 году Септимий Север провозгласил Гету августом, уравняв с братом. Повышение ранга Геты было проведено на удивление поздно, учитывая, что он был младше Каракаллы меньше чем на год. Ему пришлось ждать практически двенадцать лет, чтобы достичь равного положения. По всей видимости, к 210 году император четко осознал, что нельзя рассчитывать на то, будто Каракалла сделает своего брата соправителем. Тем временем, боевые действия в Британии затянулись. В кампании 210 года Септимий Север не принимал участия по причине ухудшающегося состояния здоровья. В конечном итоге, 4 февраля 211 года он скончался в Эбораке. Гета и Каракалла вступили на трон.

## Правление и гибель

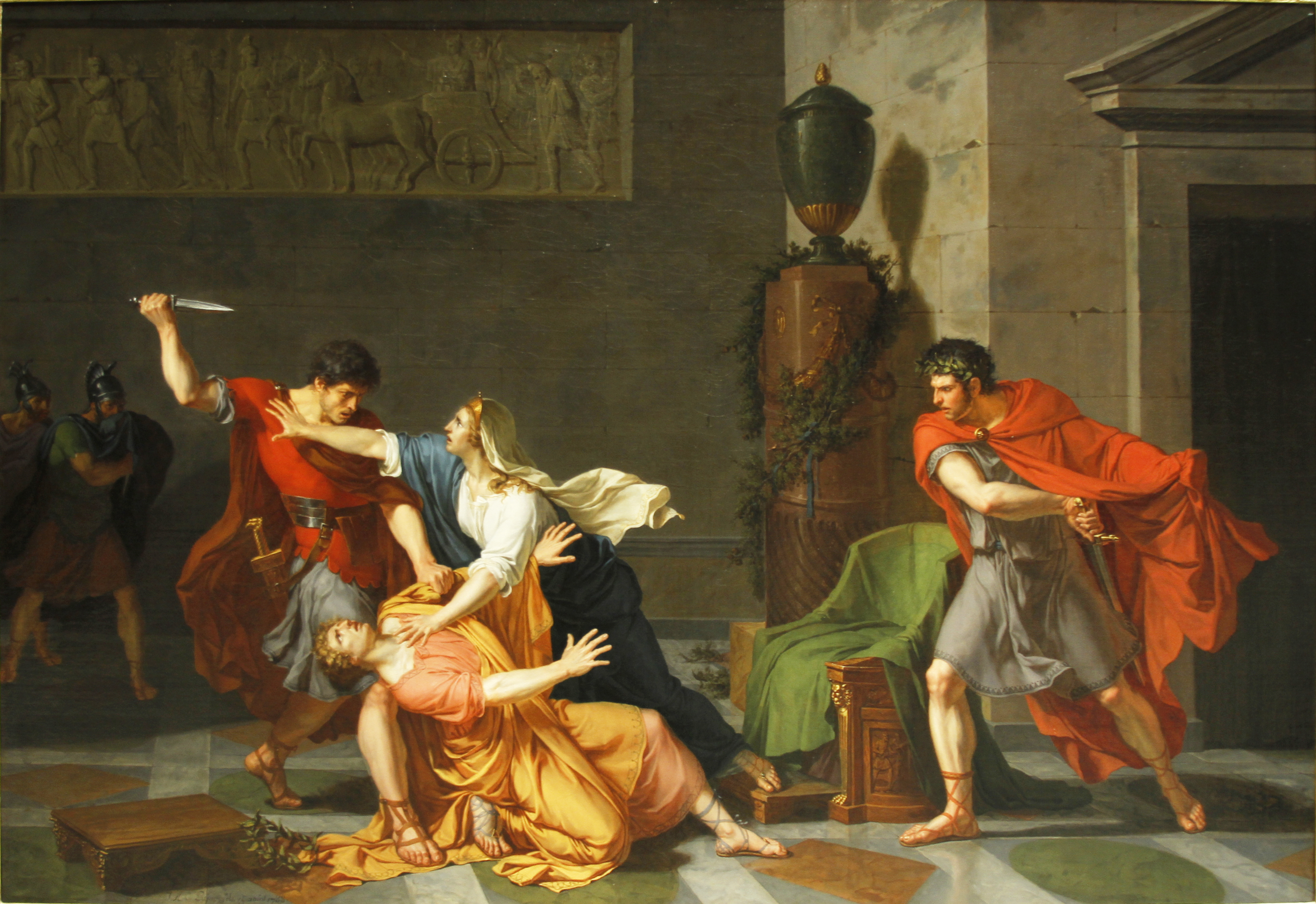
Художник Жан Огюстен Пажу. «Гета, умирающий на руках своей матери»

Британская кампания была завершена, по всей видимости, выводом всех римских войск, располагавшихся севернее вала Адриана. По всей видимости, Каракалла спешил вернуться в Рим, чтобы укрепить свои позиции. Он отправил в отставку многих советников отца, а некоторых казнил. Забрав прах Севера, летом 211 года братья вернулись в столицу. В дороге оба августа постоянно ссорились и опасались, что кто-нибудь из них отравит другого, поэтому они не останавливались вместе и не ели за одним столом. Дион Кассий рассказывает, что Каракалла хотел убить Гету ещё при жизни отца, но не осмелился, а после его смерти был остановлен поведением солдат, которые благоволили к Гете из-за его внешнего сходства с Севером. По прибытии в Рим они совершили все необходимые церемонии, завершившиеся официальными похоронами умершего цезаря, а потом разделили дворец пополам, перекрыв все проходы между обеими частями. Между братьями развернулась борьба за поддержку среди сенаторов, среди которых большинство склонялось якобы на сторону Геты. Согласно противоречивой гипотезе, последователи Геты имели влияние на востоке империи, в то время как Каракалла нашел поддержку на западе, особенно среди войск в рейнских и дунайских провинциях.
Гета и Каракалла даже собирались разделить империю. По их плану Гете должны были отойти восточные провинции со столицей в Антиохии или Александрии, а Каракалле — западные с центром в Риме. Но плану двух августов воспрепятствовала Юлия Домна, заявившая следующее: «Дети, вы изобрели способ поделить землю и море; Понтийский проток — говорите вы — разделяет материки; но как вы поделите мать? Тогда уж сначала убейте меня, и пусть каждый возьмет себе свою долю и у себя схоронит её. Раз вы делите моря и сушу, поделите таким вот образом и меня». Вероятно, императрица опасалась полностью потерять влияние на сыновей. Однако, попытки найти подтверждение попытке раздела римского государства среди эпиграфического материала потерпели неудачу.
И тогда Каракалла решил убить Гету во время праздника Сатурналий, но план провалился, поскольку поползли слухи о его намерениях. Гета усилил охрану своих покоев, солдаты и тренированные атлеты дежурили у них днями и ночами. Тогда Каракалла избрал иную стратегию. Он предложил Юлии Домне пригласить их без охраны для примирения. Когда Гета вошёл в комнату, центурионы Каракаллы напали на него и убили на руках у матери. После этого Каракалла отправился в казармы гвардейцев, заявив, что избежал покушения на собственную жизнь. По словам императора, Гета был убит поскольку замышлял заговор против него. На следующий день в сенате Каракалла объявил амнистию всем изгнанникам, но развязал убийства сторонников Геты. Дион Кассий говорит, что было убито 20 тысяч человек. Тело Геты было сожжено. Убийство Геты датируют по-разному: 19 декабря, 25 декабря, 26 декабря 211 года или началом 212 года. После гибели Геты Каракалла предал его проклятию памяти и приказал удалить из всех записей его имя. Только в 219 году, после прибытия в Рим Гелиогабала, его останки были перевезены в мавзолей Адриана и захоронены там рядом с прахом отца и брата.

## Внешность и личные качества

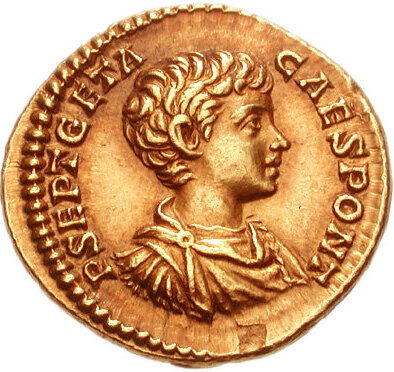
Ауреус с портретом Геты

Автор биографии Геты в «Истории Августов» Элий Спартиан так описывал внешность и привычки императора:

«Гета был красивым юношей с крутым нравом, но не бессовестный; он был скуп, занимался выяснением значения слов, был лакомкой, любил поесть и питал страсть к вину с разными приправами […] В своих занятиях литературой он выказал себя приверженцем древних писателей и всегда хранил в памяти изречения своего отца […] Несмотря на легкое заикание, голос у него был певучий. Он питал страсть к щегольской одежде — в такой степени, что отец смеялся над ним; все, что он получал в подарок от родителей, он употреблял на наряды и никому ничего не давал»
Основными источниками информации о Гете являются исторические труды его современников Диона Кассия и Геродиана. Рассказ Диона Кассия создает неблагоприятное впечатление о Гете, описывая его невоздержанность. Геродиан же дает диаметрально противоположные оценки Геты. В одном месте он пишет, что Гета был испорчен роскошью, столичным образом жизни и страстью к различным зрелищам, а в другом, напротив, восхваляет его добропорядочность и скромность. Но несмотря на немногочисленные достоверные свидетельства о Гете, его убийство по приказу собственного брата способствовало созданию идеализированной легенды о нём.